# Antiaglomerante
Un antiaglomerante (denominado también como antiapelmazante, anticompactante y antiaglutinante) es una sustancia capaz de evitar la formación de aglutinamientos en las substancias existentes en una disolución. Las partículas sólidas de una solución pueden ir aglomerándose proporcionando unas estructuras agregadas (denominadas en ciertas ocasiones: grumos) que restan homogeneidad. Estas substancias, denominadas antiapelmazantes son capaces de evitar la formación de grumos por aglutinación de partículas. Puede tratarse de una substancia química o de un objeto que con su presencia proporcione unas características desfavorables a la formación de aglomeraciones. Las substancias con capacidades contrarias se denominan aglutinantes.

## Propiedades
La formación de grumos y aglomerados relacionada, a nivel microscópico, con la existencia de polaridad y de fuerzas inter-moleculares que permiten la atracción de las mismas. De la misma forma la atracción coulombina de las partículas en suspensión forma estas aglomeraciones. El mecanismo de los antiaglomerantes es evitar o reducir el efecto de esas fuerzas atractivas entre moléculas o partículas. Los mecanismos por los que actúan los antiaglomerantes son muy diversos, pasando por los que cambian la polaridad, los que recubren, etc. 
Algunos de los antiaglomerantes tienen la propiedad de ser solubles en agua, mientras que otros lo son el alcoholes así como en otros compuestos orgánicos. Una de las funciones que permiten evitar el apelmazamiento es la de eliminar el exceso de humedad en el ambiente, o de recubrir las superficies evitando el contacto con ambientes húmedos. En estos casos el antiaglomerante se considera además un antihumectante. En otros casos el antiaglomerante es una sustancia que posee propiedades de solubilidad retardada.

## Usos
Los antiaglomerantes se emplean en diversas industrias con el objetivo de proporcionar mezclas homogéneas. Por regla general la granulometría es el análisis más empleado para ver y detectar la formación de grumos, así como la necesidad de aplicar antiaglomerantes. En la industria alimentaria se emplea frecuentemente, así como en la distribución de graneles como pueden ser harinas, cereales, etc.

### Industria
En ciertas industrias los antiaglomerantes son empleados de forma intensa, por regla general cuando es necesario que las mezclas se deban mantener sus características, como es el caso de las pinturas sintéticas como puede ser las acrílicas. En algunos casos se emplean antiaglomerantes cuando la aparición de grumos puede ser entendida como una pérdida de calidad en los productos, de esta forma se tiene su uso muy extendido en los productos de cosmética. En la industria de fabricación de fertilizantes se suelen emplear antiaglomerantes con el objeto de obtener mayor rendimiento en las mezclas. 

### Alimentación
En la industria alimentaria son habituales como aditivo alimentario en algunos sectores de procesado de alimentos. Por regla general se codifican con la E-5**, es decir con un cinco delante. Esta regla no es exacta ya que, por ejemplo, el fosfato de dialmidón que es un antiaglomerante empleado frecuentemente en repostería posee una codificación E 1412. De esta forma se encuentran los antiaglomerantes en la preparación de sopas instantáneas, elaboración de salsas, zumos, etc. Por regla general se aplica a aquellos alimentos que se encuentran en fase líquida, o que son fluidos. Tal es el caso de algunos lácteos, como yogures, cremas, queso fresco, e incluso la misma leche. En algunos sal se emplea el silicato cálcico (CaSiO3), como una substancia anti-aglomerante y permitir que la sal no se aglomere en los saleros debido a la presencia de humedad en el ambiente. Antiguamente se empleaban granos de arroz.

## Farmacia y medicina
Algunas enfermedades relacionadas con la sangre y su fluidez a través de las arterias como puede ser la aparición de trombos puede ser evitada con la aplicación de fármacos con capacidades antiaglutinantes o anticoagulantes que mejoren la viscosidad sanguínea.